# Guy Doleman
Guy Doleman (* 22. November 1923 in Hamilton, Neuseeland; † 30. Januar 1996 in Los Angeles, Kalifornien, USA) war ein neuseeländischer Schauspieler.
Seine Karriere startete Doleman im Showgeschäft als Radiomoderator und schließlich spielte er in kleineren Theaterrollen. Schließlich führte Dolemans Weg über England nach Amerika. Durch seine Auftritte in England hatte er unter anderem mit Patrick Macnee in Mit Schirm, Charme und Melone zusammengearbeitet. Doleman hatte auch in Harry Saltzmans Produktionen mitgewirkt. Er war es auch, der Doleman schon oft gebucht hat, und so wirkte Doleman auch im James-Bond-Film Feuerball mit. Hier spielte er die Rolle des Handlangers Graf Lippe, mit der er bekannt wurde. 1966 war er in dem ebenfalls von Saltzman produzierten Agentenfilm Finale in Berlin zu sehen. Nach Bond ging Doleman wieder zurück nach Amerika und spielte in mehreren erfolgreichen Serien, zu denen Der Sechs-Millionen-Dollar-Mann und General Hospital gehören. Guy Doleman starb 1996 an Krebs.

## Filmografie (Auswahl)
- 1952: Gesetz der Peitsche (Kangaroo)
- 1954: Weißer Herrscher über Tonga (His Majesty O'Keefe)
- 1954: Bei Anruf Mord (Dial M for Murder)
- 1957: Kostbare Bürde (The Shiralee)
- 1959: Das letzte Ufer (On the Beach)
- 1963: Mit Schirm, Charme und Melone (The Avengers, Fernsehserie, Folge 2x25)
- 1963: Der Partner (The Partner)
- 1965: Ipcress – streng geheim (The Ipcress File)
- 1965: James Bond 007 – Feuerball (Thunderball)
- 1966: Finale in Berlin (Funeral in Berlin)
- 1966: Die tödlichen Bienen (The Deadly Bees)
- 1967: Das Milliarden-Dollar-Gehirn (Billion Dollar Brain)
- 1967: Nummer 6 (The Prisoner, Fernsehserie, 1 Folge)
- 1977: Der Sechs-Millionen-Dollar-Mann (The Six Million Dollar Man, Fernsehserie, Folge 4x19)
- 1978: Die große Offensive (The Greatest Battle)
- 1982: Ein gefährlicher Sommer (A Dangerous Summer)
- 1982: Frost – Der Frauenmörder (Early Frost)
- 1986–1987: General Hospital (Fernsehserie)
- 1992: Mord ist ihr Hobby (Murder, She Wrote, Fernsehserie, Folge 8x15)